# 愛なんだ
「愛なんだ」（あいなんだ）は、V6の5枚目のシングル。1997年1月20日にavex traxから発売された。

## 解説
初のノンタイアップシングルながらも、発売週のオリコンシングルチャートで1位を獲得。『MADE IN JAPAN』から4作連続となる首位獲得である。
2011年5月6日放送の「『ミュージックステーション』年齢別売り上げランキング16歳の部」にて、岡田准一が当時16歳であったため、15位にこのシングルがランクインした。
玉置浩二による提供曲で、玉置とメンバーの井ノ原が共演したフジテレビ系ドラマ『コーチ』での撮影の合間、玉置が井ノ原に楽曲提供を持ちかけたことがきっかけで製作された。
坂本昌行にソロパートがある。
2012年10月24日発売の『Offer Music Box』では玉置自身がセルフカバーしている。
初動売り上げ、累計売り上げともにV6のシングルでは最大の売り上げを記録している。2022年4月17日時点で、累計売上枚数は58.5万枚（オリコン調べ）となっている。

## 収録曲
1. 愛なんだ [4:56]
作詞：松井五郎
作曲：玉置浩二
編曲：CHOKKAKU
2. LOOKIN' FOR MY DREAM [4:32] - Coming Century
作詞：永岡昌憲
作曲・編曲：星野靖彦
  - 三宅健主演 テレビ朝日系月曜ドラマ『名探偵保健室のオバさん』挿入歌
3. 愛なんだ（Original Karaoke）
4. LOOKIN' FOR MY DREAM（Original Karaoke）

## 「愛なんだ」のバージョン違い
- 愛なんだ（NEW ALBUM MIX）
  - 2ndアルバム『NATURE RHYTHM』収録のアルバムバージョン

シングルバージョンとは異なり、サビから始まる。
- 愛なんだ 2001（"Very best" LIMITED VERSION）
編曲：日高智（GTS）
  - 1stベストアルバム『Very best』収録の新録バージョン

シングルバージョンの面影はなく、よりポップなアレンジになっており、全員にソロパートが割分けられたパートチェンジも行なっている。
曲終了約20秒後にシークレットトラック「Thank You」が流れる。

## 収録アルバム
- NATURE RHYTHM（#1）
  - アルバムバージョンを収録。
- Very best（#1）
  - シングルバージョンと、別アルバムバージョンを収録。
- SUPER Very best（#1）
- 『Very6 BEST』（#1, 2）
  - #2は あなたのお名前入りスペシャルBOX盤のみ収録。

## 映像作品
- Film V6 -CLIPS and more- （#1）
- SKY （#2）
- SPACE -from V6 Live Tour'98- （#1）
- VERY HAPPY!!! （#1,2）
- LIV6 （#1,2）
- LOVE&LIFE 〜V6 SUMMER SPECIAL DREAM LIVE 2003〜 （#1）
- 10th Anniversary CONCERT TOUR 2005 "musicmind"（#1）
- V6 LIVE TOUR 2008 VIBES（#1）
- 20th Century LIVE TOUR 2009 HONEY HONEY HONEY/We are Coming Century Boys LIVE Tour 2009 （#2）
- V6 ASIA TOUR 2010 in JAPAN READY?（#1）
- V6 live tour 2011 Sexy.Honey.Bunny! （#1）
- V6 LIVE TOUR 2015 -SINCE 1995〜FOREVER- （#1）
- The ONES （初回生産限定盤B #1）
- LIVE TOUR 2017 The ONES（#1）
- LIVE TOUR V6 groove（#1）